# Johan Stålbom (handsekreterare)
Johan Stålbom, född 25 april 1773 i Grebo socken, död i Tyskland, handsekreterare åt Fredrik Vilhelm von Hessenstein.
Han var son till konstnären Johan Stålbom (1712-1777) och Susanna Beata Hammardahl. 
Stålbom studerade först i Viborg, senare i Greifswald, han blev filosofie doktor 1797 och var från år 1799 handsekreterare hos fursten Fredrik Vilhelm von Hessenstein. Det finns få uppgifter om hans liv, men han är omnämnd i två brev från Per Kernell respektive Anders Hultén till ärkebiskopen Jacob Axelsson Lindblom.

### Fotnoter
1. ↑  ”Brev från Per Kernell till Jacob Axelsson Lindblom 1791.”. https://sok.riksarkivet.se/?ValdSortering=Relevans&PageSize=100&Sokord=Eric+G%C3%B6ran+Adelsw%C3%A4rd&EndastDigitaliserat=False&FacettFilter=register_facet%24Brev%3A&typAvLista=Standard&AvanceradSok=False&page=13&postid=Brev_511774&tab=post. Läst 21 augusti 2013.
2. ↑  ”Brev från Anders Hultén till Jacob Axelsson Lindblom 1798.”. https://sok.riksarkivet.se/?postid=Brev_531568. Läst 21 augusti 2013.